# Breanna Yde
Breanna Yde (Sydney, 2003. június 11. –) ausztrál-amerikai színésznő.

## Élete
Sydney-ben született, 2003. június 11-én, ausztrál–amerikai kettős állampolgársággal. Hat gyerekből legkisebbnek született. Las Vegasban és San Diegóban nőtt fel. Apja, Bill Yde a médiaiparban dolgozik.
A Rocksuli című sorozatban, amely Magyarországon 2016-ban debütált a Nickelodeonon, Tomikát alakította. Korábban Frankie-t játszotta a szintén a Nickelodeon gyártásában készült A Hathaway kísértetlakban. 
Breanna a zenélésben is tehetséges, énekel, továbbá zongorázni és gitározni is tanul.

## Szerepei
| Év        | Cím                                            | Szerep           | Megjegyzés            |
| --------- | ---------------------------------------------- | ---------------- | --------------------- |
| 2020      | The Loud House                                 | Ronnie Anne      | hang, pletyka         |
| 2019      | Malibu Rescue - The Movie                      | Gina             |                       |
| 2019      | Malibu Rescue                                  | Gina             | TV sorozat            |
| 2017      | Escape from Mr. Lemoncello's Library           | Akimi            | TV film               |
| 2017      | Mariah Carey's All I Want for Christmas Is You | Mariah           | hang                  |
| 2017      | Nicky, Ricky, Dicky és Dawn                    | Simone           | TV sorozat, 1 epizód  |
| 2016-     | A Lármás család                                | Ronnie Anne      | TV sorozat, 9 epizód  |
| 2016-     | Rocksuli                                       | Tomika           | TV sorozat, 45 epizód |
| 2016      | Albert                                         | Molly            | TV film, hang         |
| 2015      | Nickelodeon – Karácsonyi kelepce               | önmaga           | TV film               |
| 2015      | Instant Mom                                    | Grace            | TV sorozat, 2 epizód  |
| 2013-2015 | A Hathaway kísértetlak                         | Frankie Hathaway | TV sorozat, 48 epizód |
| 2015      | Charlie at a Grown-Up Dinner                   | Charlie          | rövidfilm             |
| 2014      | Santa Hunters                                  | Zoey             | TV film               |
| 2014      | A Thunderman család                            | Frankie Hathaway | TV sorozat, 1 epizód  |
| 2011      | Így jártam anyátokkal                          | kislány          | TV sorozat, 1 epizód  |
| 2010      | Level 26: Dark Prophecy                        | Young Sibby Dark |                       |
| 2009      | Social Studies                                 | Annie            | rövidfilm             |